# Cahit Arf
Cahit Arf, turški matematik * 11. oktober 1910, † 26. december 1997. Znan je po Arfovi invarianti kvadratne oblike značilnosti 2 (uporablja se v teoriji vozlov in teoriji operacij) v topologiji, Hasse-Arfovi teoriji v teoriji razvejanosti, Arfovih skupinah in Arfovih krogih.